# ريبابليكا (صحيفة إندونيسية)
ريبابليكا (بالإندونيسية: Republika) هي صحيفة يومية وطنية إندونيسية. الصحيفة تعتبر صحيفة معروفة ومشهورة، ووصفت نفسها بأنها مطبوعة خصيصًا للمجتمع المسلم.
تم تأسيس صحيفة ريبابليكا في عام 1992 وتم نشر الإصدار الأول في 3 يناير 1993 بواسطة ياياسان أبدي بانغسا، وهي مؤسسة تدعمها الرابطة الإندونيسية للمثقفين المسلمين، والتي كان يرأسها في ذلك الوقت الرئيس الإندونيسي السابق يوسف حبيبي، بعد أن توقف حبيبي عن توليه الرئاسة في عام 1999، وتماشياً مع تراجع الدور السياسي لـ الرابطة الإندونيسية للمثقفين المسلمين، استحوذت ماهاكا ميديا على غالبية الملكية في أواخر عام 2000.
اليوم تُنشر ريبابليكا بواسطة بي تي ريبابليكا ميديا مانديري، وهي شركة تابعة لـ ماهاكا ميديا وأصبحت صحيفة عامة. تعد الصحيفة من أكثر المواقع الإلكترونية الإندونيسية زيارة.

## رئاسة التحرير
حتى الآن شهدت صحيفة ريبابليكا العديد من التغييرات في رئيس التحرير. كان أول رئيس تحرير بارني هادي، ثم أندي ماكور مكا، وزايم أوشوري، وتومي تامتمو، ويايات سوبرياتنا، وعسرو كمال روكان، وإخوانول كيرام مشوري، ونسيحين ماشا، وحاليًا يرأس تحرير الصحيفة عرفان جنيدي.

## التقدير
- 1993: المركز الأول في مسابقة الإعلام المطبوع القابل للتغيير.
- 2005: أفضل صحيفة عام 2004 من مجلس الصحافة الذي يحكم على تطبيق القواعد الصحفية.
- 2006: أفضل صحيفة 2005 من مجلس الصحافة.
- 2007: أفضل صحيفة وطنية لعام 2006 من مجلة ديسك ومجلة اتصالات والعلاقات عامة والإعلان.
- 2009: حائز على الميدالية الذهبية لأفضل فئة تصميم للصفحة الرئيسية من الرابطة العالمية للصحف وناشري الأخبار. وقد فازت بالجائزة على الصفحة الأولى من طبعة 28 يناير 2008 وهي تغطية خاصة لوفاة الرئيس السابق سوهارتو.
- 2016: حائزة على الميدالية الذهبية لأفضل فئة تصميم الصفحة الرئيسية من الرابطة العالمية للصحف وناشري الأخبار في الفلبين يومي 29 و31 مارس. الصفحة الأولى الفائزة هي موضوع تلوث الدخان في 8 أكتوبر 2015، في تلك الطبعة غطى الدخان الصفحة الأولى لجمهورية ريبابليكا، مما يشير إلى التعاطف مع ضحايا كارثة الدخان في كاليمانتان وسومطرة. تتنافس الصفحة الأولى من إصدار 8 أكتوبر 2015 مع الصفحات الأولى لحوالي 429 منافسًا إعلاميًا آخر من 19 دولة في آسيا والشرق الأوسط. بالإضافة إلى ذلك فازت ريبابليكا أيضًا بخمس جوائز في أحداث متفرقة عن نقابة شركة الصحافة. فازت عدة مرات بجوائز من مركز تطوير اللغة والتنمية كأفضل صحيفة باللغة الإندونيسية ، المرتبة الأولى أو المرتبة أدناه.

### جوائز فردية
فاز صحفيو ريبابليكا بأشكال مختلفة من الجوائز، بما في ذلك جائزة جمعية الصحفيين الإندونيسيين، وتحالف الصحفيين المستقلين، والعديد من المؤسسات الأخرى.